# Gustav Troger

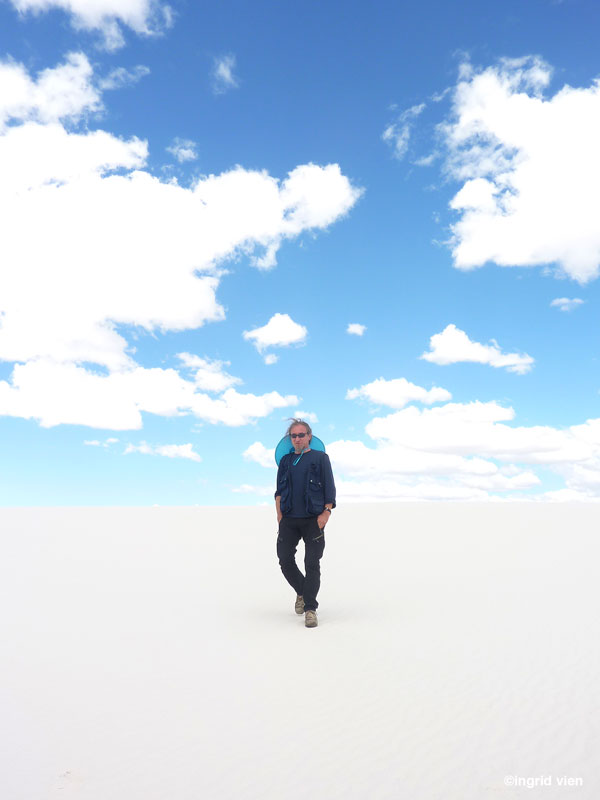
Porträt von Gustav Troger

Gustav Rupert Troger (* 10. September 1951 in Kohlschwarz, Steiermark, Österreich) ist ein österreichischer Bildender Künstler.

## Leben und Werk
Nach einer Portal- und Kunstschlosserlehre in Voitsberg arbeitete Troger bis 1979 für die VÖEST in Liezen. Gleichzeitig begann er 1974 als Maler und Zeichner, seit 1978 auch als Bildhauer zu wirken. Als Künstler ist er Autodidakt.
Sein Werk umfasst Performancekunst, Malereien, Materialskulpturen, Textarbeiten, Zeichnungen, Fotografien, Videos und Aktionen mit einer Reihe von Pseudonymen. 1991 das Pseudonym Clarence Anglin, 1994 die Pseudonyme Dr. Watson und Antonin Nalpas, 1995 die Nennung Troger Human Service und 2008 die Nennungen the collector und Mirrorman, 2022 die Nennung Elektrogerät.
Troger lebt und arbeitet seit 1989 in Graz und Los Angeles.

## Auszeichnungen
- 1982 Kunstpreis des Landes Steiermark
- 1987 Otto-Mauer-Preis
- 1992 Staatsstipendium
- 1998 Würdigungspreis des Landes Steiermark für bildende Kunst[1]

## Ausstellungen
Werke von Gustav Troger sind im Besitz von: Neue Galerie Graz, Neue Galerie Linz, MUMOK, Wien, Museum der schönen Künste Budapest, Kunsthalle Mannheim/Deutschland, Sammlung Dr. Helmut Marko/Graz, Sammlung Peter Lüchau/Düsseldorf, The Hess Collection / Napa–California und Colomé–Argentinien (dort im James Turrell Museum), John Traina / San Francisco, Sammlung Erika-Austin Hills / San Francisco und anderen privaten Sammlungen.
Kunst im öffentlichen Raum
- 1986 Anatomie. Stahlkörper und Wandteil in der Anatomie, Medizinische Universität Graz[5]

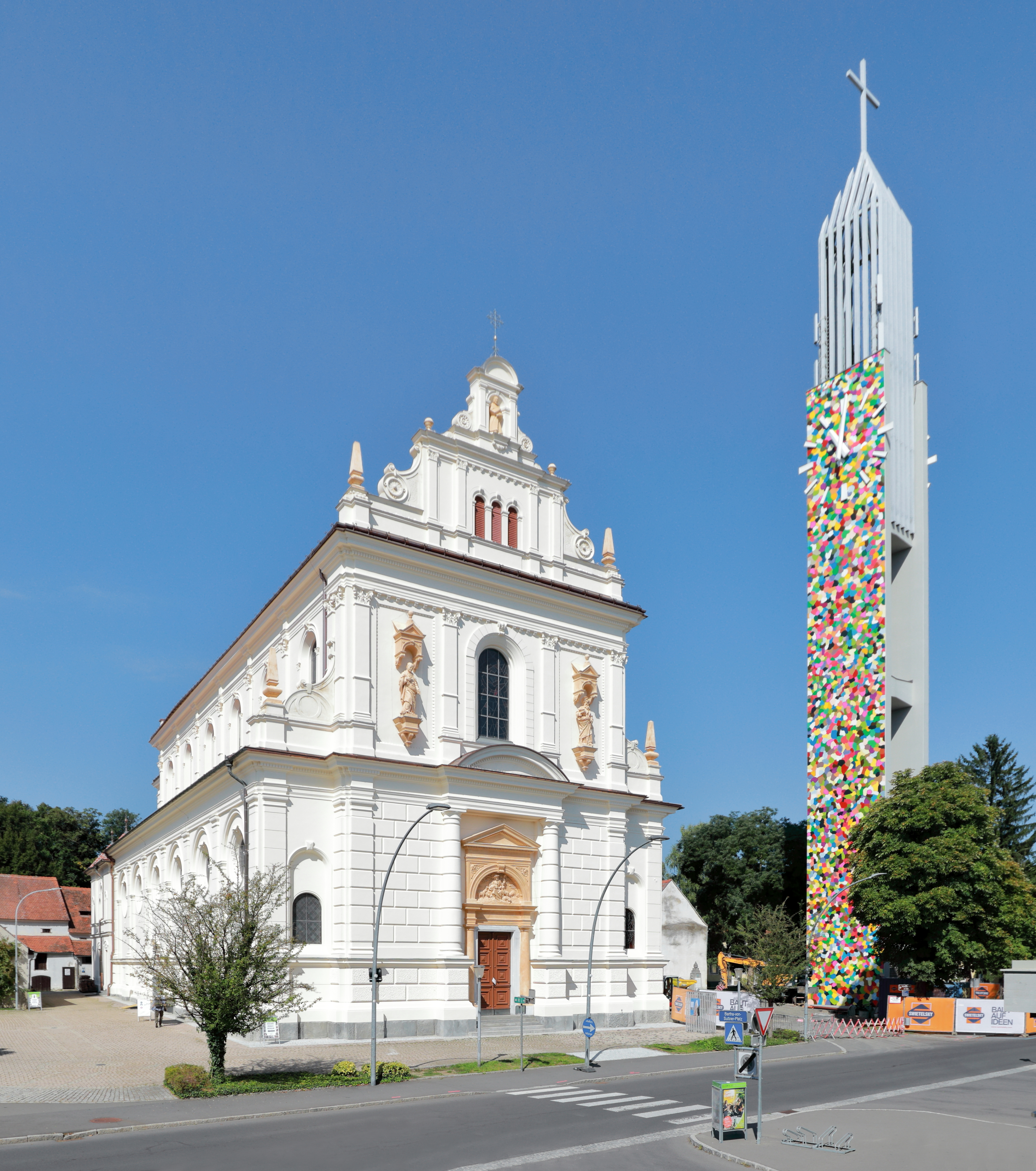
Feldbach – Stadtpfarrkirche (b)

- 1987 „Farbverteilung“ Kirchturm Feldbach. Das Werk entwickelte sich aus der Impressionistischen Fleckenmalerei – Lichtmalerei. Die grafische und farbliche Vielfalt der Formen repräsentiert die Demokratie der Fläche, des Raumes vor allem des geistigen – geistlichen Timbres.
- 1988 Gebohrter Metallkubus als Altar, Ambo, Kerzenleuchter der Herz Jesu Kirche GrazAltarraumgestaltung der Herz-Jesu-Kirche, Graz
- 1993 Ad Acta, Gasthof Košir in Bärnbach[6]
- 1998 Schweinschleuder, The Hess Collection - New Works, Forum d’art contemporain deCasino Luxembourg[7]
- 1999 Mirror displacement#4, Rathaus Köflach[8][9]
- 2004 Sieg über die Sonne, Kunst sich über die Natur lustig zu machen, im Österreichischen Skulpturenpark[10]
- 2009 Als Hintergrund Grün die Farbe der Natur, Kirchenfenster Sankt Andrä Kirche Graz, ein Bild von 12 erstmals gezeigt in der Jack Hanley Gallery San Francisco[11]
- 2010 Das sprechende Gebäude, Beschriftung „Gegen wart“ der Andrä Kirche Graz
- 2017 ad acta / ad acta, Gasthof Košir in Bärnbach[12]
- 2022 Transfer 1985–2020 Zeitfragment der Stahlkörper und Wandteil „Lobby: the situation room( )“ – Pathologie der Medizinischen Universität Graz, Zeitfragment Anatomie Medizinische Universität Graz[5]

Musikvideos und Filme
- 2013 nahm Troger im Mirrorman-Suit im Musikvideo Reflektor der kanadischen Band Arcade Fire teil.[13] Das Album wurde vom amerikanischen Filmproduzenten James Murphy produziert. 2014 war Troger bei dem Konzert in Earls Court London zu sehen.[14] Im Jahr 2015 wurde der Film The Reflektor Tapes, der die Entstehung von Arcade Fires letztem Studioalbum Reflektor dokumentiert, im Kino gezeigt.[15]

## Galerie

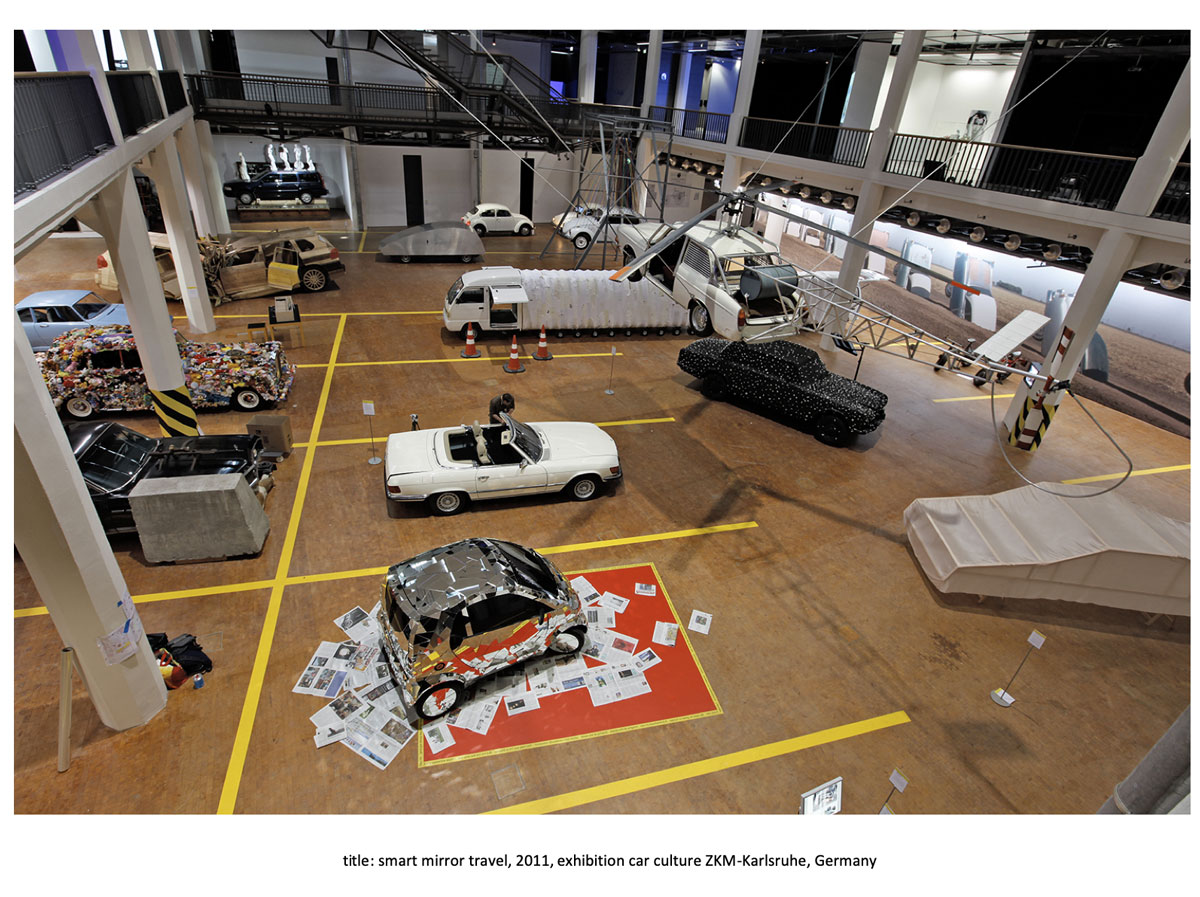
„smart mirror travel“ 2011, Ausstellung Car Culture-ZKM Karlsruhe
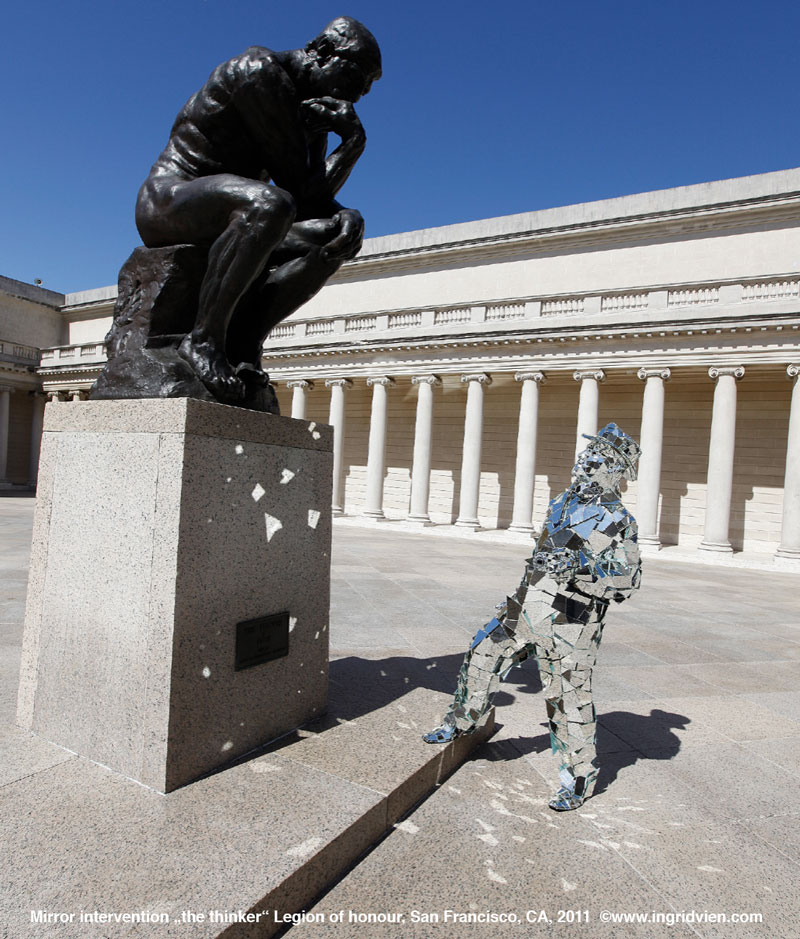
smart mirrortravel, 2011 Legion of Honor, San Fancisco
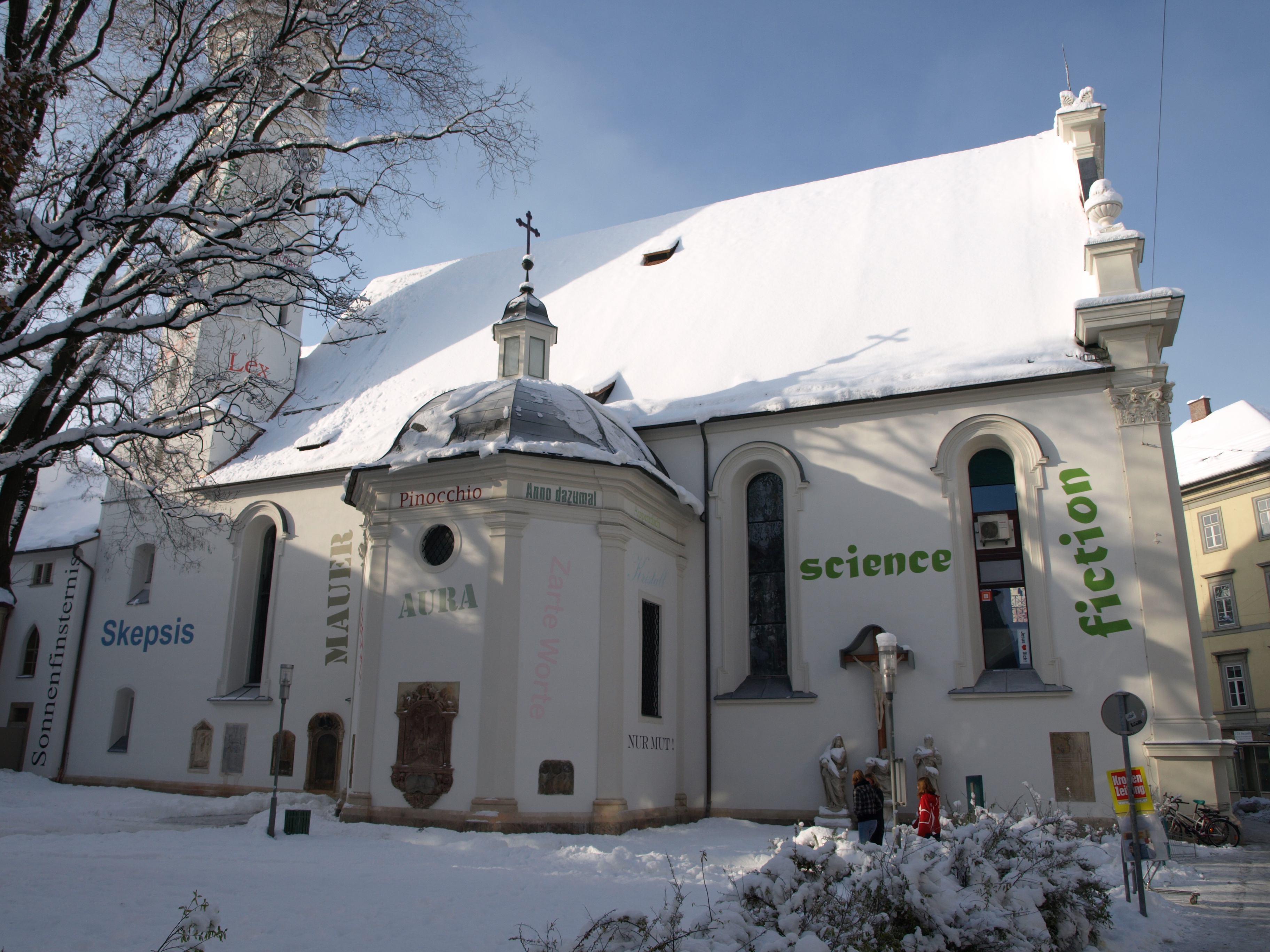
St Andrä Kirche Neu, 2010 „Gegen wart“ Außengestaltung der St Andrä Kirche in Graz
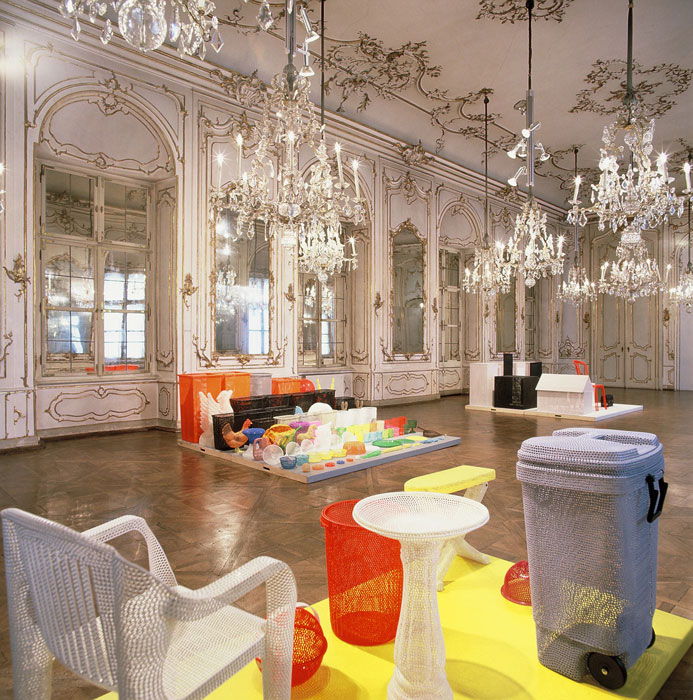
Sense of realities, Installationsansicht 1991 im Spiegelsaal der Neuen Galerie Graz